# 足にさはつた女
『足にさはつた女』（あしにさわったおんな）は、1926年（大正15年）に発表された沢田撫松による日本の小説であり、同作を原作とし、同年に日活大将軍撮影所新劇部が製作し、阿部豊が監督した日本のサイレント映画である。同映画は第3回キネマ旬報ベスト・テン第1位を獲得した作品として知られる。1952年（昭和27年）に市川崑が、1960年（昭和35年）に増村保造が、いずれも『足にさわった女』のタイトルでリメイクしている。1926年版は、フィルムは紛失しており、現在は観賞することはできない。

## スタッフ・作品データ
- 監督 : 阿部豊
- 原作 : 沢田撫松
- 脚色 : 益田甫
- 撮影 : 碧川道夫

- 製作 : 日活大将軍撮影所新劇部
- 上映時間（巻数 / メートル） : 77分[2]（6巻 / 1,594メートル）
- フォーマット : 白黒映画 - スタンダードサイズ（1.33:1） - サイレント映画
- 初回興行 : 神田・神田日活館 / 浅草・三友館

## キャスト
- 岡田時彦 - 文学青年・松戸夢男
- 梅村蓉子 - 女賊（幻影）、婦人記者・春日井濱子
- 島耕二 - 私立探偵（幻影）、松戸の友人
- 谷幹一 - 許婚者・新田、松戸の友人
- 滝花久子 - その妻
- 小杉勇 - 因業な叔父
- 津守精一 - 列車の乗客A
- 菅井一郎 - 列車の乗客B

## 製作
小説の初出は、1926年（大正15年）秋、朝日新聞社の発行する週刊誌『週刊朝日』誌上である。単行本が発行された形跡はない。
同誌に発表されるや映画化が企画され、京都の日活大将軍撮影所の現代劇を製作するセクションである新劇部がこれを製作した。日活が配給し、同年10月29日、東京・神田の神田日活館、おなじく浅草公園六区の三友館等で全国公開された。

## 評価
映画雑誌『キネマ旬報』は2年前の1924年（大正13年）から外国映画のベストテン選出を行っていたが、同年の第3回から日本映画の質的水準が向上したとして、日本映画についてもベストテンの選出を開始、本作が最初の日本映画ベストワンに選出された。
のちに1952年（昭和27年）に市川崑が『足にさわった女』のタイトルでリメイクし、1960年（昭和35年）には市川の企画により増村保造が『足にさわった女』のタイトルでリメイクしている。
本作の上映用プリントは、東京国立近代美術館フィルムセンターに所蔵されておらず、マツダ映画社も所蔵していない。現状、観賞することの不可能な作品である。

## 関連事項
- 1926年の日本公開映画
- 足にさわった女 - 市川崑、増村保造の各リメイク、およびテレビドラマ